# Ricardo Teixeira Cruz
Ricardo Teixeira Cruz, mais conhecido pelo apelido Batman, é um ex-policial e miliciano brasileiro.

## Crime
Acusado de ser o mandante de diversos assassinatos, Batman é um dos líderes da milícia denominada "Liga da Justiça", que domina diversas comunidades da Zona Oeste do Rio de Janeiro. 

## Prisão
Preso em 2008, conseguiu fugir da cadeia pela porta da frente, havendo forte suspeitas de conivência por parte de outros policiais com sua fuga sendo capturado e levado a Penitenciária Federal de Mossoró, no Rio Grande do Norte onde permanece preso.